# Dorrego (metropolitana di Buenos Aires)
Dorrego è una stazione della linea B della metropolitana di Buenos Aires.
Si trova sotto Avenida Corrientes, nei pressi dell'intersezione con Avenida Dorrego, nel barrio di Chacarita.

## Storia
La stazione è stata inaugurata il 17 ottobre 1930, quando fu aperto al traffico il primo segmento della linea B compreso tra Callao e Federico Lacroze.

## Interscambi
Nelle vicinanze della stazione effettuano fermata diverse linee di autobus urbani ed interurbani.
- Fermata autobus

## Servizi
La stazione dispone di:
- Biglietteria a sportello
- Biglietteria automatica